# トマス・ハワード (第21代アランデル伯爵)
第21代アランデル伯爵トマス・ハワード（英語: Thomas Howard, 21st Earl of Arundel, KG, PC、1586年7月7日 - 1646年10月4日）は、イングランドの貴族。
第20代アランデル伯爵フィリップ・ハワードの子でステュアート朝前期に官職を歴任した。

## 経歴
1586年7月7日に第20代アランデル伯爵フィリップ・ハワードとその妻アン（第4代デイカー男爵トマス・デイカーの娘）の一人息子としてエセックス・フィンチングフィールドに生まれた。
儀礼称号でマルトレイヴァース卿（Lord Maltravers）と呼ばれていたが、1589年には父が大逆罪で私権剥奪されたので1595年に父がロンドン塔で獄死したとき、彼に爵位と土地の継承権はなかった。
ウェストミンスター・スクールを経てケンブリッジ大学トリニティ・カレッジで学んだ。
ジェームズ1世が即位した後の1604年4月18日の議会で血統の回復が行われ、父が保有していたアランデル伯爵位、および祖父第4代ノーフォーク公トマスが保有していた爵位のうちサリー伯爵位とモウブレー男爵、セグレイブ男爵について継承が認められた。1609年には病気療養のために低地諸国やフランス、イタリアなどを旅行した。
母からはローマ・カトリック教徒として育てられたが、1615年12月に国教会に加入している（母はこれに反対し、彼をローマ・カトリックに戻すべく説得を続けた）。この改宗は政治的な理由であるとして非難されたが、彼はプロテスタントの飾り気のない儀式に惹かれていた。
1615年4月にはノーフォーク州統監に就任。1616年7月には枢密顧問官に列し、その翌年にはスコットランドとアイルランドの枢密顧問官にも就任した。1616年9月には軍務伯委員会の委員となる。1620年11月にはニューイングランド・プランテーション委員会の委員となった。
1621年4月には大法官フランシス・ベーコンに不利な証拠について検討する貴族院委員会を主宰し、ベーコンを擁護した。ベーコン失脚後の同年5月から7月にかけては王璽尚書委員会の共同委員に就任。1621年5月8日にイェルバートン事件が貴族院で審議された際、彼はイェルバートンの貴族院証人喚問に反対したが、その件でウォームレイトンの初代スペンサー男爵ロバート・スペンサーと激しい口論になり、この時の暴言が原因で貴族院から懲罰を受けて一時ロンドン塔に投獄された。
1621年8月に軍務伯に就任した。1625年のジェームズ1世の大葬ではサポーターの一人を務めた。
チャールズ1世即位後は国王寵臣の初代バッキンガム公ジョージ・ヴィリアーズと敵対するようになったため、国王の命令でロンドン塔ついで自邸に軟禁された。貴族院でその件についての批判が高まり、アランデル伯釈放が要求されたため、1626年6月に一時的に解放されたが、その月のうちに再び軟禁され、それは再度貴族院がアランデル伯の釈放を要求する1628年3月まで続いた。
その後、初代ポートランド男爵リチャード・ウェストンの仲介で国王と和解し、枢密顧問官に復帰した。ボヘミア王フリードリヒ1世が崩御した直後の1632年12月にはフリードリヒ1世の王妃エリザベス（ジェームズ1世の娘）を迎えにハーグに派遣されたが、彼女は帰国を拒否した。
1633年から1635年にかけてはフリーメイソンのグランドマスターを務めた。1633年にはノーサンバランド統監、ウェストモーランド統監、カンバーランド州統監に就任（すべて共同就任）。1634年にはトレント北部の巡回裁判官に就任した。
1636年4月にはプファルツ問題を議するためにウィーンに派遣された。
1640年から1641年にかけて王室家政長官を務め、1641年の初代ストラフォード伯爵トマス・ウェントワースの裁判の際には大家令を務めた。
1644年6月には祖父が保有していたノーフォーク公爵位の復権の請願を行ったが、認められず、代わりにノーフォーク伯爵位を新規に与えられた。
1642年2月半ばに王妃ヘンリエッタ護衛の名目で清教徒革命に揺れるイングランドを離れた。ヘンリエッタとはすぐに別れ、フランスを経てイタリアへ向かった。1646年10月4日にヴェネツィア共和国領パドヴァで死去した。爵位は次男のヘンリー・ハワードが継承した。

## 人物
美術品収集を趣味としており、そのために多額の財産を浪費した。
フランシス・ベーコンと親しかった。ベーコンは病気治療のために駆け込んだアランデル伯の屋敷で死去している。ベーコンが書き残した最後の手紙もアランデル伯に宛てた「閣下の管理人から丁重な扱いを受けた」ことに感謝を示す手紙であった。

## 栄典

### 爵位
1604年4月18日の議会法により父フィリップや祖父トマスが保有していた剥奪爵位のうち以下の爵位の継承が認められた。
- 第21代アランデル伯爵 (21st Earl of Arundel)
(1138年頃創設のイングランド貴族爵位)
- 第4代サリー伯爵 (4th Earl of Surrey)
(1483年6月28日の勅許状によるイングランド貴族爵位)
- 第14代モウブレー男爵 (14th Baron Mowbray)
(1283年の議会招集令状（英語版）によるイングランド貴族爵位)
- 第15代セグレイブ男爵 (15th Baron Segrave)
(1295年の議会招集令状によるイングランド貴族爵位)

1627年の議会法により以下の爵位がアランデル伯爵に恒久的に付属する爵位として認められた。
- 第11代マルトレイヴァース男爵 (11th Baron Maltravers)
(1330年6月5日の議会召集令状によるイングランド貴族爵位)
- 初代フィッツアラン＝クラン＝オズワルデスタ男爵 (1st Baron FitzAlan, Clun and Oswaldestre)
(議会法によるイングランド貴族爵位)

1644年6月6日の勅許状で以下の爵位を新規に叙される。
- 初代ノーフォーク伯爵 (1st Earl of Norfolk)
(勅許状によるイングランド貴族爵位。自身の男系男子に次いで叔父の初代サフォーク伯トマスとウィリアム卿（英語版）の男系男子も継承可の規定あり)

### 勲章
- 1611年5月13日、ガーター騎士団(勲章)ナイト (KG)[2][3]

## 家族
1606年に第7代シュルーズベリー伯爵ギルバート・タルボットの娘アレシアと結婚した。彼女はシュルーズベリー伯爵家の財産の女子相続人であったので、美術品収集で破産の危機に瀕していたアランデル伯爵家の家計を救った。彼女との間に以下の3人の男子を儲けている。
- 長男ジェイムズ・ハワード (1607-1624) 儀礼称号でマルトレイヴァース卿
- 次男ヘンリー・ハワード (1608-1652) 第22代アランデル伯爵位を継承
- 三男ウィリアム・ハワード (1612-1680) 初代スタッフォード子爵に叙される。カトリック陰謀事件で処刑。1929年に列福